# Billbergia amandae
Espèce
Classification phylogénétique
Billbergia amandae est une espèce de plantes de la famille des Bromeliaceae qui serait endémique du Brésil.

## Distribution
L'espèce serait endémique du Brésil.

## Description
L'espèce est épiphyte.